# Aramengo

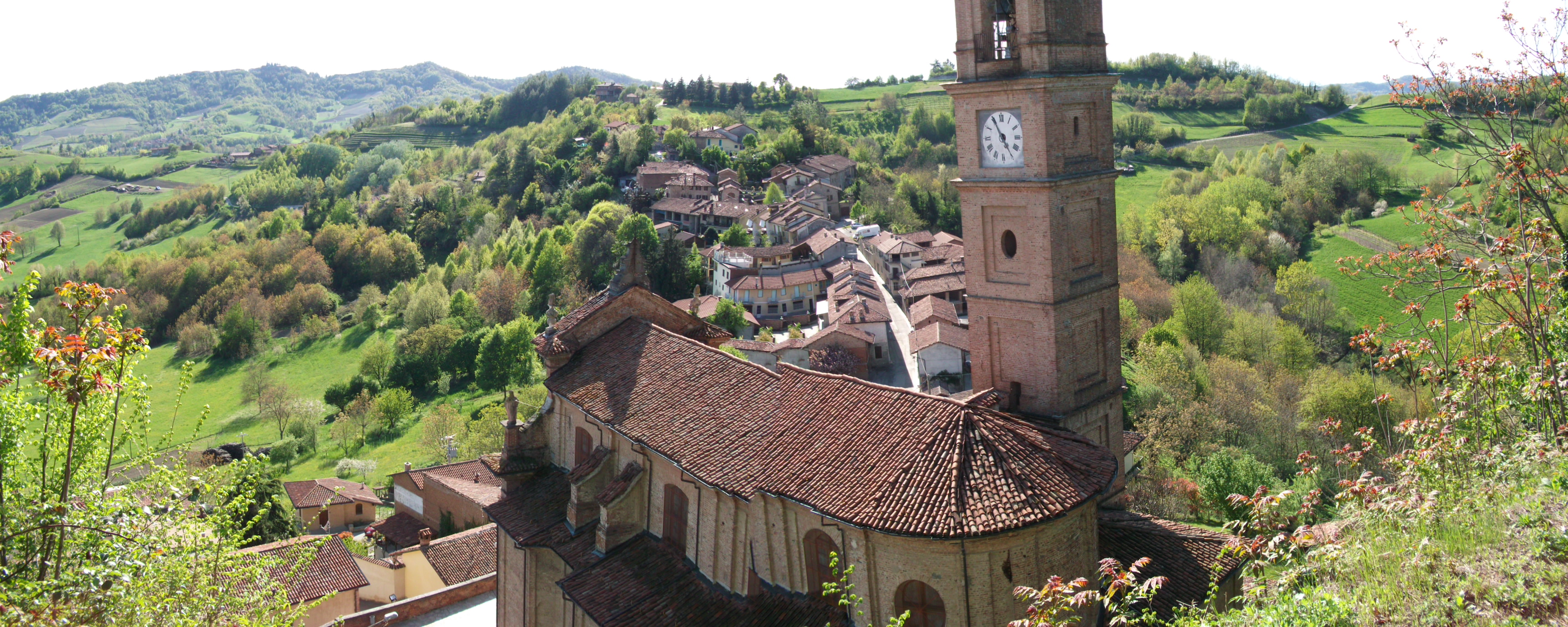

Aramengo é uma comuna italiana da região do Piemonte, província de Asti, com cerca de 604 habitantes. Estende-se por uma área de 11 km², tendo uma densidade populacional de 55 hab/km². Faz fronteira com Albugnano, Berzano di San Pietro, Casalborgone (TO), Cocconato, Passerano Marmorito, Tonengo.

## Demografia
| Variação demográfica do município entre 1861 e 2011                               |
|                                                                                   |
| Fonte: Istituto Nazionale di Statistica (ISTAT) - Elaboração gráfica da Wikipedia |